# Isochromodes pectinicornata
Isochromodes pectinicornata är en fjärilsart som beskrevs av Achille Guenée 1858. Isochromodes pectinicornata ingår i släktet Isochromodes och familjen mätare. Inga underarter finns listade i Catalogue of Life.